# 필 모리스
필 모리스(Phil Morris, 1959년 4월 4일 ~ )는 미국의 배우이다.

## 출연 작품
- 레고 DC 코믹스 슈퍼 히어로: 저스티스 리그 vs 비자로 리그 (2015)
- 노크 엠 데드 (2014)
- 저스티스 리그: 둠 (2012)
- 마블 나이츠 (2009)
- 블랙 다이너마이트 (2009)
- 저스티스 리그: 더 뉴 프론티어 (2008)
- 데드 스페이스 - 다운폴 (2008)
- 배트맨 - 브레이브 앤 더 볼드 (2008)
- 미트 더 스파르탄 (2008)
- 언더독 (2007)
- 어바머너블 (2006)
- 프로스트바이트 (2005)
- 저스티스 리그 (2001)
- 아틀란티스 - 잃어버린 제국 (2001)
- 스몰빌 (2001)
- 클레이 피전스 (1998)
- 디얼리 디보티드 (1998)
- 왝 더 독 (1997)
- 플래닛 (1996, Dark Planet)
- 솔드 아웃 (1996)
- 터프 앤 데들리 (1995)
- 영광의 벨로드롬 (1991)

### 텔레비전
- 더 영 앤 더 레스트리스 (1986)
- 돌아온 제5전선 (1988-90)
- 사인펠드 (1993-98)
- 닥터 슬론 (1995-97)
- 터미네이터: 사라 코너 연대기 (2008-09)